# Mariakapel (Weustenrade)

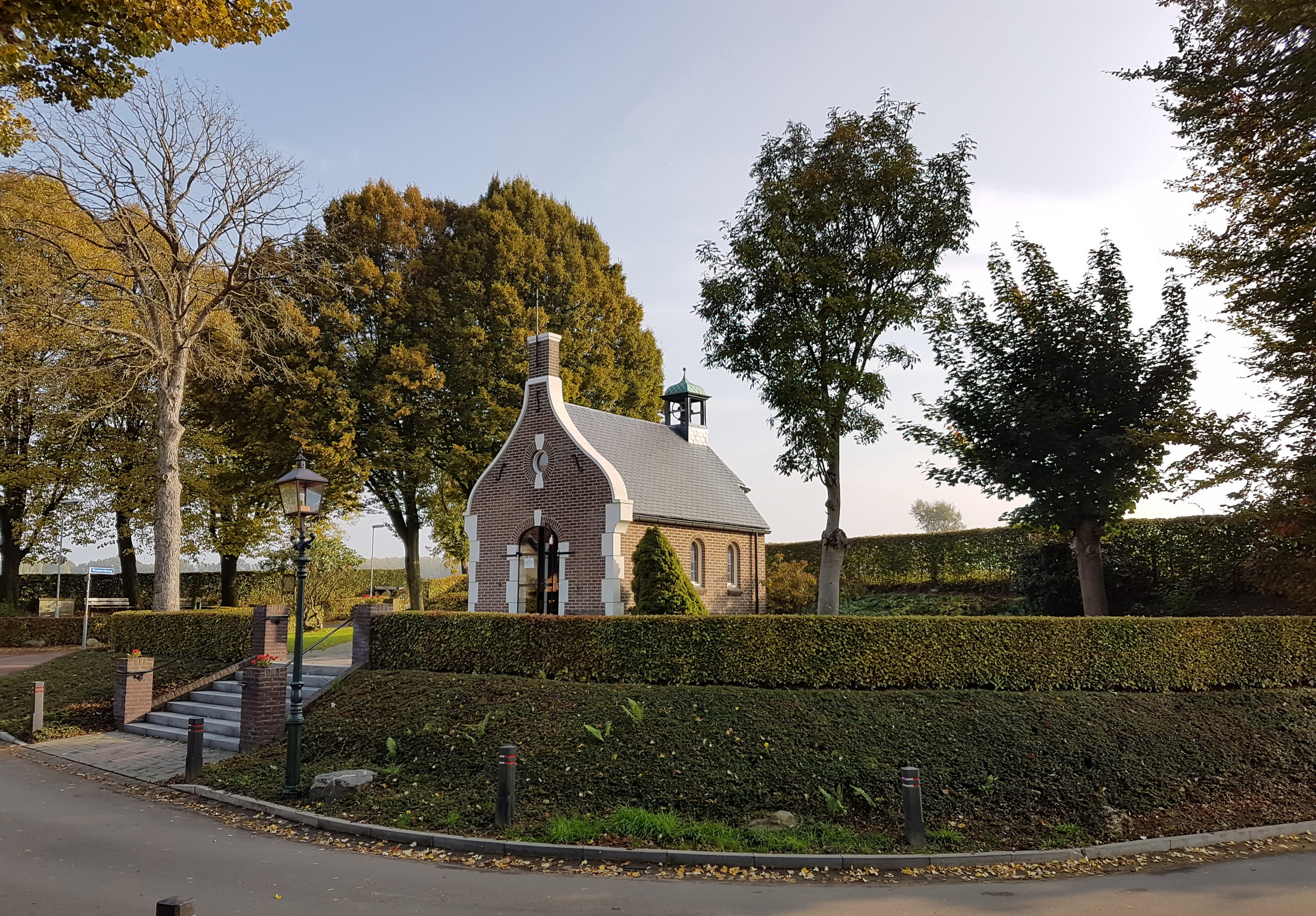
De Mariakapel

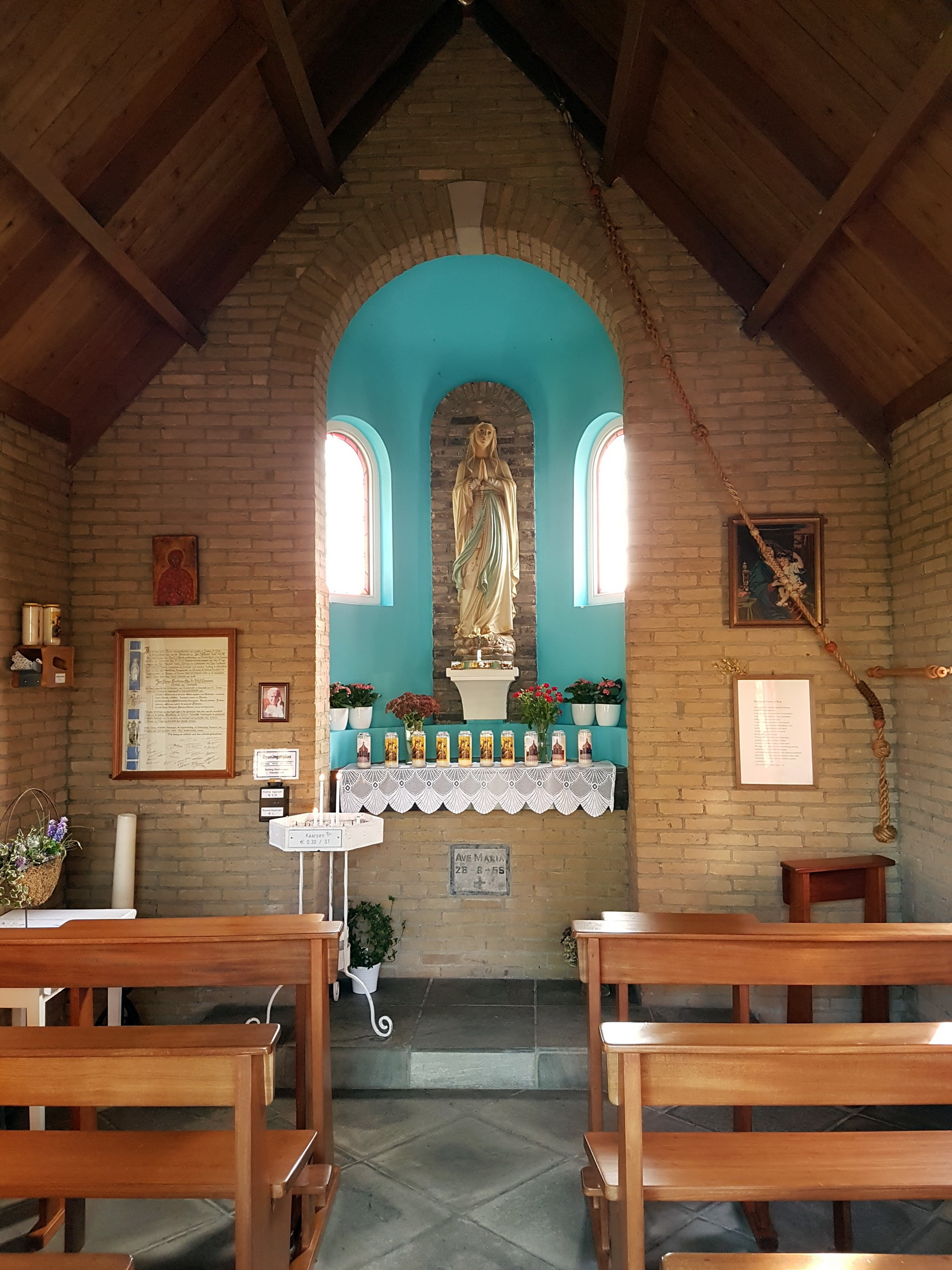
Interieur van de kapel

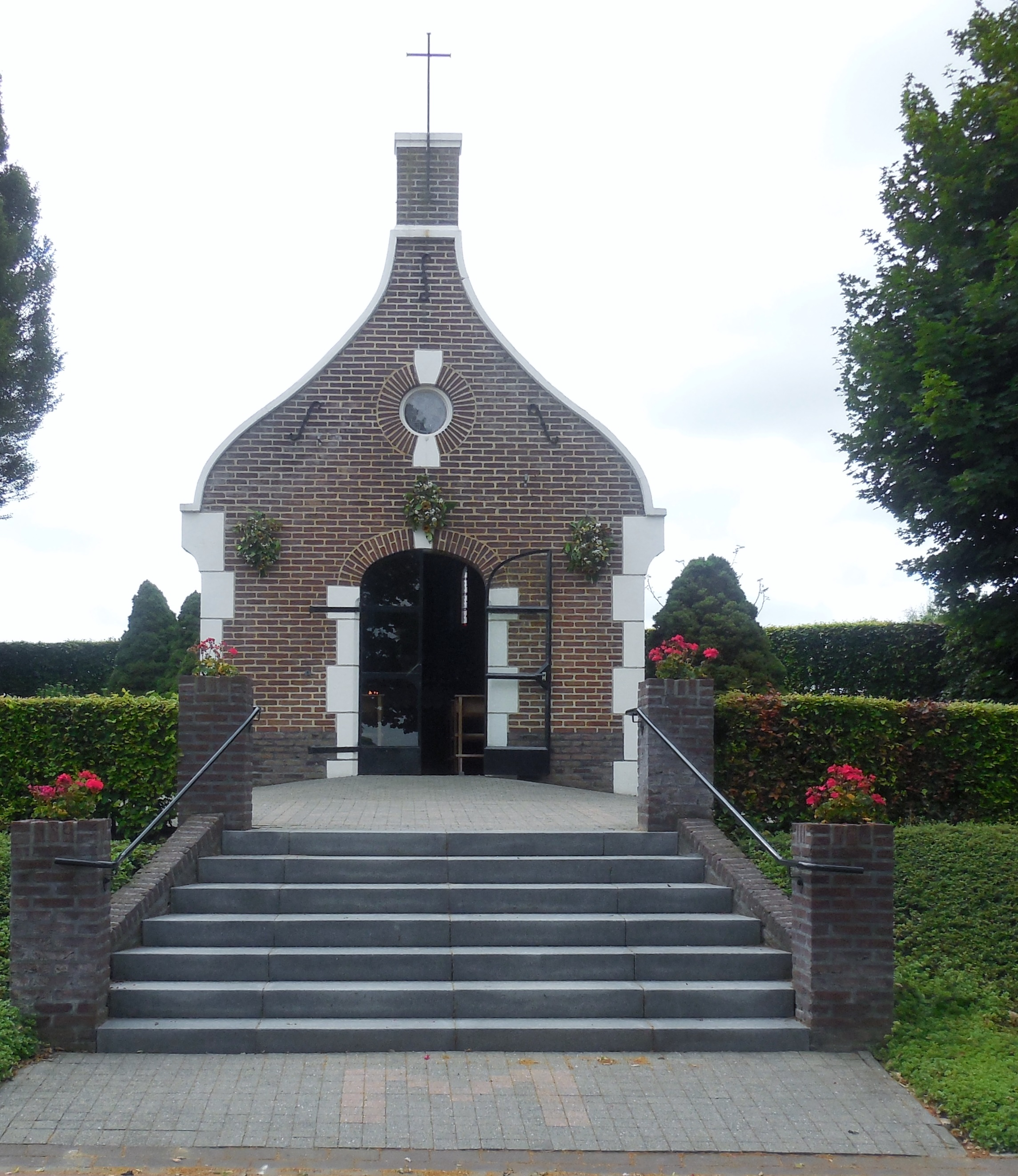
Mariakapel Weustenrade van voren.

De Mariakapel of Onze-Lieve-Vrouw-Onbevlekt-Ontvangenkapel is een wegkapel in Weustenrade in de Nederlands Zuid-Limburgse gemeente Voerendaal. De kapel staat aan de zuidoostkant van de plaats aan het Gebroeders Crousplein op de hoek van de Jan Peukensweg en de Weustenraderweg.
De kapel is gewijd aan Maria, specifiek aan Onze-Lieve-Vrouw Onbevlekt Ontvangen.

## Geschiedenis
In 1955–1956 werd de kapel gebouwd.
In 2009 werd de kapel gerestaureerd.
In 2012 werd de kapel met omgeving gerenoveerd.

## Bouwwerk
De bakstenen kapel is opgetrokken op een rechthoekig plattegrond met een halfronde koorsluiting. Het bouwwerk wordt gedekt door een zadeldak met leien en heeft op de nok boven de achtergevel een dakruiter met een piron. In de beide zijgevels zijn elk drie rondboogvensters met glas-in-lood aangebracht en ook de apsis heeft twee rondboogvensters met glas-in-lood. De frontgevel is een verhoogde klokgevel met daarop een ijzeren kruis. Midden in de frontgevel bevindt zich een rond venster met de sluitsteen en de onderste steen wit geschilderde mergelstenen. Op de hoeken van de frontgevel en de stijl en sluitsteen van de toegang zijn negblokken uitgevoerd in wit geschilderde mergelstenen. De rondboogvormige toegang wordt afgesloten met een dubbele stalen toegangsdeur met veel glas.
Van binnen is de kapel met bakstenen bekleed en is het houten dakgewelf zichtbaar. Voor de gelovigen zijn er houten bankjes geplaatst. De apsis bevindt zich achter een rondboog en is blauw geschilderd, maar was voorheen wit van kleur. Boven het altaar is tegen de achterwand van de apsis een rondboog gemetseld van baksteen. Ervoor staat op een console het Mariabeeld dat Maria met samengevouwen handen weergeeft. Het altaar in de apsis is gemetseld en bevat een gedenksteen met de tekst:

Ave Maria
28-8-55
†